# لیکویل (مینه‌سوتا)
لیکویل، مینه‌سوتا (به انگلیسی: Lakeville, Minnesota) یک شهر در ایالات متحده آمریکا است که در شهرستان داکوتا واقع شده‌است.

## خصوصیات
لیکویل ۹۷٫۹۸ کیلومترمربع مساحت و ۵۵٬۹۵۴ نفر جمعیت دارد و ۲۹۶ متر بالاتر از سطح دریا واقع شده‌است.